# Bodyrock (Lee Aaron)
Bodyrock è il quinto album in studio della cantante canadese Lee Aaron, pubblicato nel 1989.

## Tracce
1. Nasty Boyz (Lee Aaron, John Albani) – 4:06
2. Yesterday (Aaron, Albani, Phil Naro, Mladen Zarron) – 4:50
3. Gotta Thing for You (Aaron, Albani, Naro, Zarron) – 4:06
4. Rock Candy (Ronnie Montrose, Sammy Hagar, Bill Church, Denny Carmassi) – 4:11
5. Tough Girls Don't Cry (Aaron, Albani) – 4:40
6. Sweet Talk (Aaron, Albani) – 6:02
7. Rock the Hard Way (Aaron, Albani, Stan Meissner) – 3:47
8. Shame (Aaron, Albani) – 4:51
9. Whatcha Do to My Body (Aaron, Albani) – 4:46
10. Hands On (Aaron, Albani, Paul Sabu) – 4:15
11. Rebel Angel (Aaron, Albani, Naro, Zarron) – 4:18
12. How Deep (Aaron, Albani, Marvin Birt) – 5:11